# Limit (LUNA SEAの曲)
「Limit」（リミット）は、LUNA SEAの19枚目のシングル。2016年6月22日発売。

## 解説
「乱」から約2年半ぶりのシングル。LUNA SEA初のアニメ主題歌タイアップとなった作品。

## 発売〜プロモーション
- 3月10日：新曲「Limit」がアニメ「エンドライド」の主題歌として放送されることが決定。
- 4月2日：「Limit」のアニメオープニングサイズカット版が「Limit -TV Edit-」として配信開始。アニメ「エンドライド」放送開始。
- 4月14日：「Limit」のシングル発売が決定。販売形態が同時に発表。
- 5月13日：ラジオ「bayfm 『MOZAIKU NIGHT Friday J’s EDITION ～Rock Line～』」内にて、「Limit」のフルサイズが初放送。
- 5月30日：シングル「Limit」のジャケットアート、カップリング曲が発表。
- 6月20日：公式サイトにて、満月となった20時から24時までの4時間限定で、「Limit」のMVが無料公開された。

## 収録曲
全作詞・作曲・編曲:LUNA SEA

### 初回限定盤A
- SHM-CD

1. Limit
J原曲。
日本テレビ系アニメ「エンドライド」主題歌。
PVのディレクターは、茂木将。
2. I'll Stay With You
SUGIZO原曲。
RYUICHIがライブでアコースティックギターを演奏する曲である。

- Blu-ray Disc

1. Limit (MUSIC VIDEO)

### 初回限定盤B
- CD

1. Limit
2. I'll Stay With You

- DVD

1. Limit (MUSIC VIDEO)

### 通常盤
- CD

1. Limit
2. I'll Stay With You

### エンドライド盤
- CD

1. Limit

## 収録アルバム
- Limit
  - LUV